# آرنیکوور
آرنیکوور (به فرانسوی: Arnicourt) یک کمون در فرانسه است که در آردن (دپارتمان) واقع شده‌است. آرنیکوور ۸٫۳۳ کیلومتر مربع مساحت دارد ۱۰۶ متر بالاتر از سطح دریا واقع شده‌است.